# Campionati del mondo di ciclismo su pista 1990
I Campionati del mondo di ciclismo su pista 1990 si svolsero a Maebashi, in Giappone, in agosto.

## Medagliere
| Posiz. | Nazione          | Oro | Argento | Bronzo | Totale |
| ------ | ---------------- | --- | ------- | ------ | ------ |
| 1      | Unione Sovietica | 4   | 2       | 1      | 7      |
| 2      | Germania Est     | 3   | 0       | 2      | 5      |
| 3      | Italia           | 2   | 3       | 0      | 5      |
| 4      | Australia        | 1   | 1       | 4      | 6      |
| 5      | Francia          | 1   | 1       | 2      | 4      |
| 6      | Stati Uniti      | 1   | 1       | 1      | 3      |
| 7      | Nuova Zelanda    | 1   | 1       | 0      | 2      |
| 8      | Austria          | 1   | 0       | 0      | 1      |
| 8      | Paesi Bassi      | 1   | 0       | 0      | 1      |
| 10     | Svizzera         | 0   | 2       | 2      | 4      |
| 11     | Danimarca        | 0   | 1       | 1      | 2      |
| 11     | Germania Ovest   | 0   | 1       | 1      | 2      |
| 14     | Canada           | 0   | 1       | 0      | 1      |
| 14     | Giappone         | 0   | 1       | 0      | 1      |
|        | Totale           | 15  | 15      | 15     | 45     |